# Aschi (Gottheit)

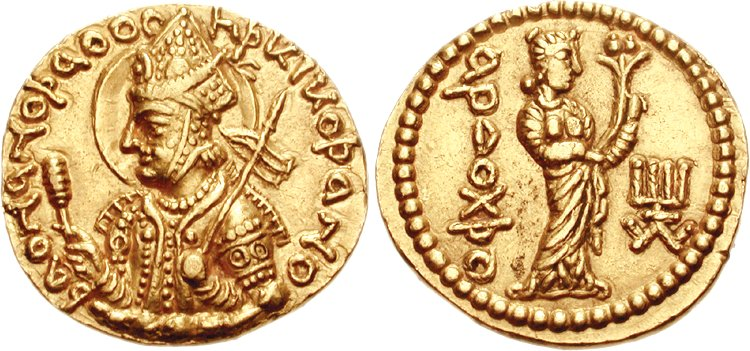
Auf der Münze von Huvischka vom 2. Jahrhundert n. Chr. könnte Aschi in der Bezeichnung Ardoxscho mit einer Cornucopia dargestellt sein

Aschi ist eine Gottheit der altiranischen Religion. Während im ältesten Teil des Avestas 𐬀𐬴𐬌, aši- (aschi-) ein Abstraktum bezeichnet, verkörpert der Begriff im jüngeren Avesta das personifizierte Konzept von Belohnung und Entschädigung. In den mittelpersischen Texten wird die Gottheit Ahrischwang genannt.
Aschi kümmert sich um die guten Dinge im Leben, im Besonderen um das häusliche Glück. Die ihr gewidmete Hymne verrät viele Details über die altiranische Vorstellung eines idealen Haushalts. Im Bereich der Fruchtbarkeit kümmert sich Aschi um die sexuelle Potenz in legitimierten Situationen.

## Etymologie
Aschi bedeutet Belohnung und Entschädigung. Es ist ein abstraktes Nomen Feminium und geht auf die Wurzel ar- und das Suffix -ti zurück. Für das Wort gibt es keine altindische Entsprechung. Das Suffix -ti zeigt eine Neigung zur Personifikation und ist ein Hinweis auf die spätere Entwicklung von einem Abstraktum zu einer Personifizierung, wie sie auch andere avestische Gottheiten zeigen. Die Wurzel ar- zeigt sich im ältesten Teil des Avestas mit aši- und ar- in der Bedeutung von gewähren und zuteilen.

## Aši- im ältesten Teil des Avestas
Aši- kommt im ältesten Teil des Avestas, in den Gathas, mehrere Male vor und zeigt noch keine Merkmale einer Personifikation. Im Yasna 51.10 heißt es: „Ich rufe die Wahrheit zu mir, um zu guter Belohnung zu gelangen.“ Aši- hängt vom Verhalten des Menschen ab, das gute oder schlechte Folgen haben kann: „Sie setzen Belohnungen für Taten und Worte ein: schlechte Belohnungen für die schlechten, gute Belohnungen für die guten.“ Bei der Belohnung handelt es sich nicht um eine alleinige geistige Belohnung, sondern sie ist auch als materieller Reichtum zu verstehen, die ein äußeres Zeichen einer geistigen Belohnung ist. Helmut Humbach schätzt sie sogar als rein materiell ein.

## Aschi im jüngeren Teil des Avestas
Während Aši- in den Gathas noch als abstraktes Konzept gehandhabt wird, wird es im jüngeren Avesta zur personifizierten Gottheit für Belohnung und Glück, wo der Gottheit Aschi eine ganze Hymne gewidmet ist. Die Hymne ist die Hauptquelle für Aschi.

### Das Ard Yascht
Das 17. Yascht, das Aschi gewidmet ist, trägt den mittelpersischen Namen Ard Yascht. Es wird auch Aršišvang Yašt und Aršasang oder Aršašasang Yašt genannt. Die schriftliche Überlieferung basiert auf einer Gruppe von Manuskripten, die alle auf den gleichen Archetyp zurückgeführt werden können. Das älteste überlieferte Manuskript F1 stammt aus dem Jahr 1591.
Das Ard Yascht gehört zu den kürzeren Yascht, die Gottheiten gewidmet sind. Sie enthalten Material, das bis in die vor-zoroastrische Zeiten reicht und später in die Lehren von Zarathustra integriert worden ist. Unter den alten Yascht sticht das Ard Yascht durch seine literarischen Qualitäten hervor.

### Charakter von Aschi
Aschi wird als schön, groß, stark, gewinnbringend, mit Heilkräften und hoher Intelligenz beschrieben. Ihr stehender Beiname ist die „gute“ (Aschi Vanghuhi). In der Schlacht lenkt sie einen Wagen und ist die Glücksgöttin, indem sie denjenigen den Sieg schenkt, die sie begünstigt. Außerhalb der Schlacht gewährt Aschi denen, die sie vorzieht, Überfluss und Reichtum.

### Familiäre Verbindungen und Zarathustra
Aschi ist die Tochter von Ahura Mazda und Spenta Armaiti, die Schwester der Amescha Spenta und Sraoscha, Rasnu und Mithra. Sie ist Schwester der mazdäischen Religion. Gegenüber Zarathustra äußert sie, wie schön er sei und dass Xwarenah in seinem Körper stecke und lange Glückseligkeit in seiner Seele. Die familiären Verbindungen von Aschi und der sinnliche Ausdruck gegenüber Zarathustra zeigen, wie tief Aschi in der altiranischen Religion verwurzelt ist.

### Häusliches Glück
Aschi ist für die guten Dinge des täglichen Lebens zuständig, im Speziellen für das häusliche Glück. Das Yascht für Aschi stellt deshalb ein Schatz von Informationen dar, wie man sich in der altiranischen Religion einen idealen Haushalt vorgestellt hat. Die Häuser sind gut konstruiert und reich an Rindern, die die Zukunft sichern. Sie sind erfüllt von Wohlgerüchen. Man hat genug zu essen und die Lagerräume sind voll. Ein gut verteiltes Sofa und andere wertvolle Besitztümer befinden sich im Haus. Die Sofas riechen gut und sind mit Kissen und goldenen Beinen ausgestattet. Die Frauen sitzen auf schönen Sofas mit Kissen. Sie pflegen sich selbst und verzieren ihre Kleider mit Spangen. Sie tragen goldene Ohrringe und goldverzierte Halsketten. All das geschieht, wenn Aschi den Haushalt begleitet.

### Sexuelle Fruchtbarkeit
Aschi zeigt Überschneidungen mit Anahita. Beide Gottheiten sind mit der Fruchtbarkeit verbunden. Aber es gibt bedeutsame Unterschiede. Während Anahita die Beschützerin der Mutterschaft ist, fokussiert sich Aschi auf die menschliche Sexualität. Aschis Unterstützung für sexuelle Potenz ist an Situationen gebunden, die sexuelle Handlungen legitimieren. Aschi wird einen Haushalt, in dem eine Frau, die dem Ehemann keinen Sohn oder seinen Sohn für einen anderen Mann gebärt, meiden. Zu den schlimmsten Vergehen zählt sie die Entführung und Vergewaltigung von unverheirateten Frauen, und während Anahita die Verehrung von Menschen mit Deformitäten und Krankheiten verbietet, schließt Aschi diejenigen aus, die nach den gesellschaftlichen Vorstellungen mit einer sexuellen Dysfunktionalität ausgestattet oder sexuell nicht aktiv sind. Dazu gehören Männer mit schlechten Samen, Frauen, die die Menstruation hinter sich gelassen haben und vorpubertäre Jünglinge und Mädchen.

## Ahrischwang im Pahlavi
Im Pahlavi wird der Name von Aschi Vanghuhi (die gute Aschi) als erlernte Umschreibung zu Ahrischwang. Der 25. Tag des Monats ist Aschi gewidmet.